# Antony Hickling

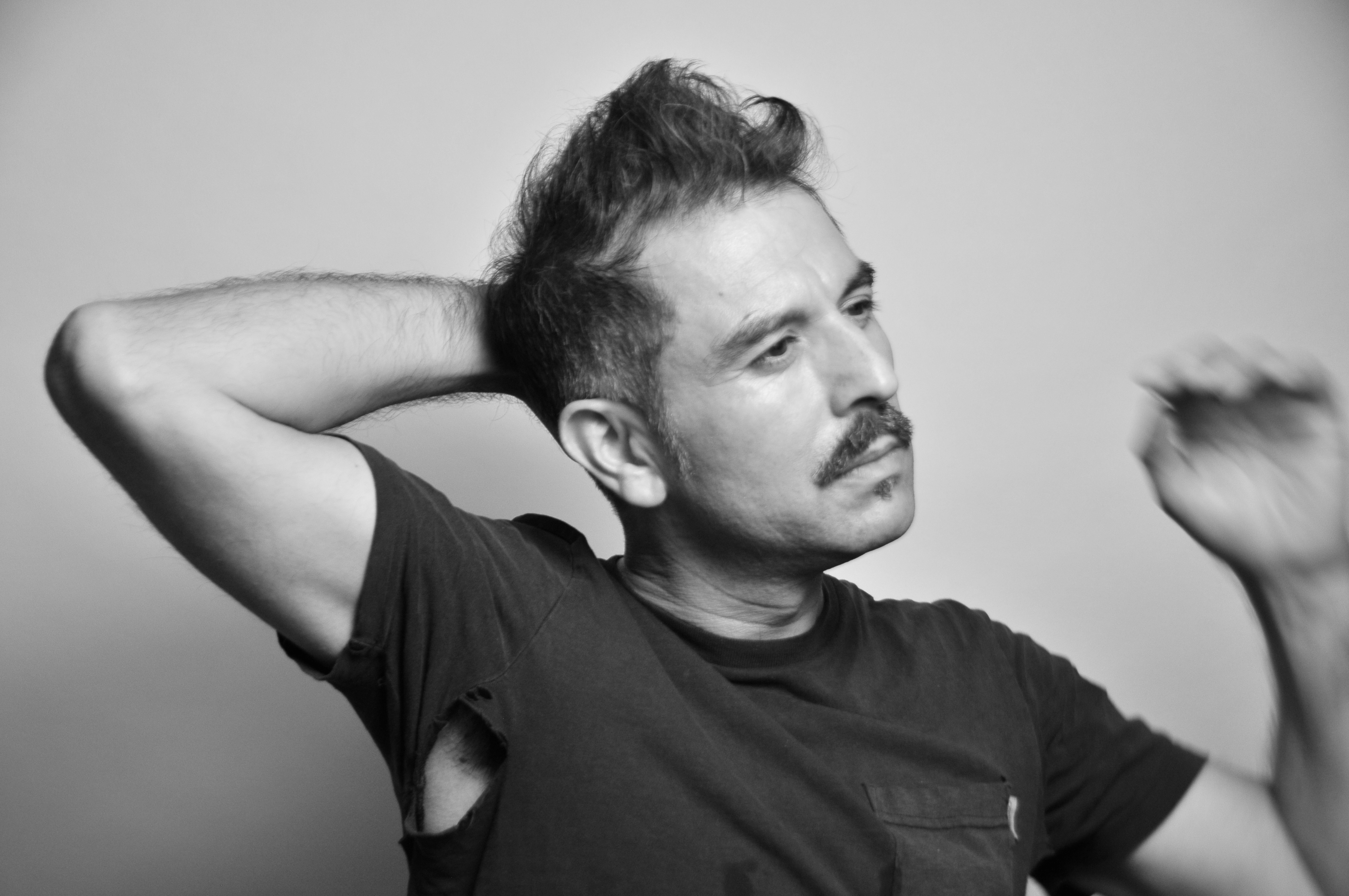

Antony Hickling  (Joanesburgo, 8 de novembro de 1975) é um cineasta, ator e roterista independente. Se tornou cidadão francês em 2018.

## Biografia
Antony Hickling nasceu na África do Sul, Joanesburgo, filho de pai indiano e mãe inglesa, retornou com a família ao Reino Unido se estabelecendo em Manchester. Hickling estudou atuação na The Arden School of Theatre e após concluir os estudos, se mudou para Londres para seguir a carreira de ator. Depois de vários anos trabalhando no teatro, mudou-se para a França para fazer mestrado  e  doutorado  em Artes na Universidade Paris 8  com foco principal em "Artes Queer". Durante este tempo, continuou a trabalhar em atuação com profissionais do The Living Theatre como Judith Malina, Tage Larsen de Odin Teatret, Antonio Araujo, Lionel Soukaz, Jacques Clancy, Jack Waltzer e Michele Kokosowski. Após vários anos de estudo, deixou o doutorado para seguir a carreira no cinema. Depois de concluir a  CEFPF em Paris, passou a realizar filmes relacionados a temática Queer  * . Em 2015,  fundou a produtora Hickling & Allen Films    

## Como cineasta
- Birth 1, Birth 2 Birth 3 (curta 2010)
- Q.J, (curta 2012)
- Little Gay Boy (2013) (73min)  [9] [10] [11] [12] [13]

- The End Of Cruising de Todd Verow (2013)[14]
- One Deep Breath (2014) (56min) [15]
- P.D (curta 2014)
- Where Horses Go To Die (2016) (67min) [16] [17]
- Frig (2018) (60min) [18] [19]
- Down in Paris (2021) (102min) [20]
- "Uma tarde na casa de Patrick Sarfati" (documentário) (2023) (75min)[21]

## Jurado e participação
- Jurado, TGLFF, Torino Gay and Lesbian Film Festival, Itália 2015 [22]
- Jurado, Timi Shorts- Timișoara, România 2015 [23]
- Jurado, Chéries-Chéris [24] Paris, França 2012
- Jurado, Serile Filmului Gay International Film Festival 2012, Cluj-Napoca, România.
- Palestrante com Randal Kleiser, sobre o estado atual do cinéma LGBTQI contemporâneo para o Festival de Cinema Champs-Élysées, Paris [25] França, 2017
- BIG!ff - Bari International Gender film festival Itália 2018, sponsored by Apulia Film Commission Itália.[26][27]
- Festival do Rio Festival de Gênero & Sexualidade no Cinema, Brasil 2018
- Festival cultural de diversidad sexual y género, Cuernavaca, México 2018.
- Festival do  Chéries-Chéris MK2, Paris, França 2018
- Hybrida [GeSex#1] Colóquio internacional sobre perspectivas de gênero e sexualidade na criação artístico-literária francófona contemporânea  Universidade de Valência Espanha 2018[28]
- Festival do Queer Zagreb, Perforacije Festival Zagreb, Croácia 2019 [29] [30]
- Jurado, Sadique-master film festival, Paris, França 2019 [31]
- IV DIGO – Goiás Diversidade Sexual e gênero International Film Festival, Brasil 2019
- Semana Rainbow, A Universidade Federal de Juiz de Fora (UFJF), Brasil 2019. [32] [33][34]
- Carte Blanche para a 25ª edição do Festival de Cinema L'Etrange, Forum des Images, Paris, França 2019
- Retrospectivo - Queer Film Festival Merlinka, Belgrado, Sérvia 2019

## Prêmios
- One Deep Breath Melhor filme experimental no festival de cinema Zinegoak em Bilbao, Espanha, 2015[35]
- Holy Thursday (The Last supper) – Menção especial do júri. Chéries-Chéris, Paris, França 2013
- Menção especial por seu trabalho como diretor do Rio FICG, Brasil 2015 para Little Gay Boy & One Deep Breath[36]
- A trilogia (Little Gay Boy, onde os cavalos vão morrer & Frig) recebe o "Christian Petermann award" por um trabalho inovador. “Por sua coragem e determinação. Cenários controversos expressos através da música, da dança e da ousadia “No IV DIGO - Goiás Diversidade Sexual e gênero International Film Festival, Brasil 2019